# Synkov-Slemeno
Synkov-Slemeno település Csehországban, Rychnov nad Kněžnou-i járásban. Synkov-Slemeno Libel, Rychnov nad Kněžnou, Častolovice, Tutleky és Kostelec nad Orlicí településekkel határos. Lakosainak száma 471 fő (2024. január 1.).

## Népesség
A település lakosságának változását az alábbi diagram mutatja:
| Lakosok száma | 657  | 655  | 575  | 399  | 336  | 376  | 396  | 424  | 424  | 471  |
|               | 1869 | 1890 | 1921 | 1950 | 1980 | 2001 | 2017 | 2019 | 2022 | 2024 |